# 凤埔乡
凤埔乡，是中华人民共和国福建省宁德市古田县下辖的一个乡镇级行政单位。

## 行政区划
凤埔乡下辖以下地区：
凤埔村、平沙村、际头村、苏墩村、福全村、峦垅村、朱墩村、官亭村、西溪村、镇边村、东溪村、北溪村和旧镇村。